# Brzeźnica (gmina, Lubusz)
Pour les articles homonymes, voir Brzeźnica.
Brzeźnica est une gmina rurale (gmina wiejska) de la powiat de Żagań, dans la Voïvodie de Lubusz, dans l'ouest de la Pologne.
Son siège administratif (chef-lieu) est le village de Brzeźnica, qui se situe environ 13 kilomètres au nord-est de Żagań (siège de la powiat) et 27 kilomètres au sud de Zielona Góra (siège de la diétine régionale).
La gmina couvre une superficie de 122,23 km2 pour une population de 3 743 habitants en 2006.

## Histoire
De 1975 à 1998, la gmina est attachée administrativement à la voïvodie de Zielona Góra.

Depuis 1999, elle fait partie de la voïvodie de Lubusz.

## Géographie
La gmina inclut les villages et localités de :

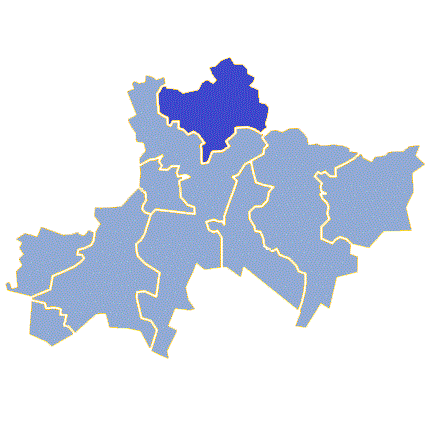
Plan de la gmina

- Brzeźnica
- Chotków
- Jabłonów
- Karczówka
- Marcinów
- Przyborze
- Przylaski
- Stanów
- Studnice
- Trojanówka
- Wichów
- Wojsławice
- Wrzesiny

### Gminy voisines
La gmina de Brzeźnica est voisine des gminy suivantes :
- Kożuchów
- Nowogród Bobrzański
- Żagań

## Structure du terrain
D'après les données de 2002, la superficie de la commune de Brzeźnica est de 122,23 kilomètres carrés, répartis comme telle :
- terres agricoles : 59%
- forêts : 34%

La commune représente 10,8% de la superficie du powiat.

## Démographie
Données du 30 juin 2004:
| Description        | Total  | Total | Femmes | Femmes | Hommes | Hommes |
| ------------------ | ------ | ----- | ------ | ------ | ------ | ------ |
| Unité              | Nombre | %     | Nombre | %      | Nombre | %      |
| Population         | 3 777  | 100   | 1 888  | 50     | 1 889  | 50     |
| Densité (hab./km²) | 30,9   | 30,9  | 15,5   | 15,5   | 15,5   | 15,5   |